# 笹塚センタービル
JMFビル笹塚01（旧名：笹塚センタービル）（ささづかセンタービル）は、東京都渋谷区に所在するオフィスビル。複数の企業が入居している。

## 概要

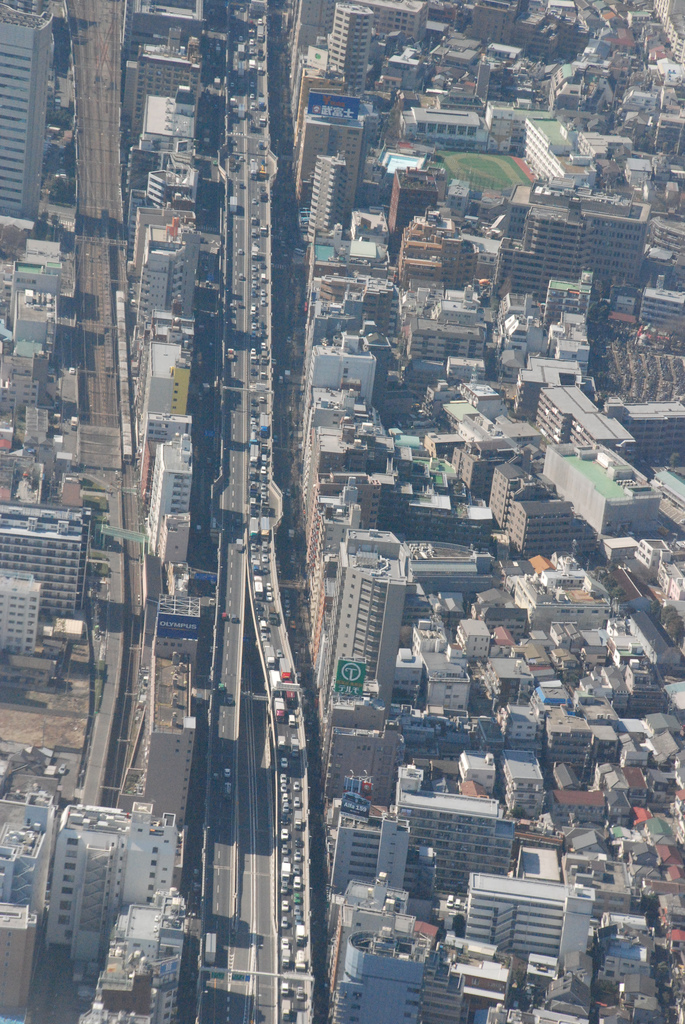
笹塚センタービル（右奥）の所在する東京都渋谷区

詳細は下記のとおり。
- 所在地：東京都渋谷区笹塚二丁目1番6号
- 構造：鉄骨鉄筋コンクリート造
- 規模：地下2階、地上8階建
- 敷地面積：3,032.26 m2
- 延床面積：11,973.11 m2
- 貸室面積：8,221.34 m2
- 竣工：1995年3月
- 設計者：日総建
- 施工者：大成建設
- 所有者：飯野海運

## 特徴
- エントランスには花崗岩、大理石を配している。
- 駐車場を完備し、首都高速道路幡ヶ谷ランプ、甲州街道に近いため、自動車利用時に利便性が高い。
- 住所上は「渋谷区笹塚」だが、京王線を利用すれば新宿駅までわずか一駅で移動できる。窓からは東京都庁舎を望むことができるほど近いため、新宿区のオフィス街へのアクセスも容易である。

## 関連
- 飯野海運
- 旭化成ホームズ（7F）
  - 東京中央特販営業所、新宿営業所、新都心営業所
- 三菱電機ロジスティクス（2F・3F）
  - 本社、国際事業部、商品事業部、東日本支店
- ディアイスクエア (旧 インテリジェントスクエア (旧 産能コンサルティング))（5F）
- 英弘精機
  - 本社

## アクセス方法
- 京王線、京王新線笹塚駅
- 首都高速道路幡ヶ谷ランプ